# Östtyskland i olympiska vinterspelen 1988
Östtyskland deltog med 53 deltagare vid de olympiska vinterspelen 1988 i Calgary. Totalt vann de nio guldmedaljer, tio silvermedaljer och sex bronsmedaljer.

## Medaljer

### Guld
- Frank-Peter Roetsch - Skidskytte, 10 kilometer sprint
- Frank-Peter Roetsch - Skidskytte, 20 kilometer individuell
- Katarina Witt - Konståkning
- Jens Müller - Rodel
- Steffi Martin - Rodel
- Jörg Hoffmann och Jochen Pietzsch - Rodel
- Uwe-Jens Mey - Skridskor, 500 meter
- Christa Rothenburger - Skridskor, 1 000 meter
- André Hoffmann - Skridskor, 1 500 meter

### Silver
- Wolfgang Hoppe och Bogdan Musiol - Bob, tvåmanna
- Wolfgang Hoppe, Bogdan Musiol, Dietmar Schauerhammer och Ingo Voge - Bob, fyrmanna
- Ute Oberhoffner - Rodel
- Stefan Krausse och Jan Behrendt - Rodel
- Uwe-Jens Mey - Skridskor, 1 000 meter
- Christa Rothenburger - Skridskor, 500 meter
- Karin Enke - Skridskor, 1 000 meter
- Karin Enke - Skridskor, 1 500 meter
- Andrea Ehrig-Mitscherlich - Skridskor, 3 000 meter
- Andrea Ehrig-Mitscherlich - Skridskor, 5 000 meter

### Brons
- Cerstin Schmidt - Rodel
- Bernhard Lehmann och Mario Hoyer - Bob, tvåmanna
- Karin Enke - Skridskor, 500 meter
- Andrea Ehrig-Mitscherlich - Skridskor, 1 500 meter
- Gabi Zange - Skridskor, 3 000 meter
- Gabi Zange - Skridskor, 5 000 meter